# Житловий будинок (вулиця Гоголя, 7А)
Житловий будинок — пам'ятка архітектури місцевого значення у Ніжині, на вулиці Гоголя 7А.

## Історія
Спочатку було внесено до «списку нововиявлених пам'яток архітектури» під назвою «Житловий будинок Глезера».
Наказом Міністерства культури і туризму від 21.12.2012 № 1566 надано статус «пам'ятник архітектури місцевого значення» з охоронним № 10014-Чр під назвою «Житловий будинок».

## Опис
Двоповерховий, кам'яний, прямокутний у плані будинок, з чотирисхилим дахом. По центральній осі фасаду виступає ризаліт, де другий поверх дерев'яний. Завершується фасад карнизом.
Тут у будинку Самохіної (Гоголя, 7А) в 1907—1912 роки розміщувалася приватна жіноча гімназія Г. Ф. Крестинської (спочатку 4-класна прогімназія), з 1912 року гімназія орендувала будинок почесного громадянина О. І. Левченка. розі вулиць Гоголя та Ліцейської (вулиця Небесної Сотні, будинок № 18).
У 1912—1915 роки в будинку Самохіної, орендованому міською управою, розташовувалася 2-а міська чоловіча гімназія. Потім переїхала до будинку Н. І. Пашковської на Мільйонну вулицю будинок № 13 (тепер Овдіївська вулиця будинок № 27).
У 1930-і роки — Будинок вчителя.